# 1868 aux échecs
| Années des échecs : 1865 - 1866 - 1867 - 1868 - 1869 - 1870 - 1871    |
| Décennies des échecs : 1830 - 1840 - 1850 - 1860 - 1870 - 1880 - 1890 |

Cet article présente les faits marquants de l'année 1868 aux échecs.

## Championnats nationaux
- Allemagne, NDSB : Max Lange remporte la première édition du championnat de la NDSB[Note 1].
- Allemagne, WDSB[Note 2] : Max Lange remporte le championnat de la WDSB[1].
- Royaume-Uni de Grande-Bretagne et d'Irlande : Joseph Henry Blackburne remporte la Challenge Cup, organisée par la British Chess Association[2] (1868-1869), après un match de départage contre Cecil de Vere.

## Naissances
- 6 juin[Note 3] : David Janowski.
- 24 décembre : Emanuel Lasker, champion du monde pendant 27 ans.

## Nécrologie
- 17 mai : Carl Mayet
- 17 août : Duncan Forbes